# Baksa-Soós János
Baksa-Soós János (Budapest, 1948. szeptember 20. – Uhingen, 2021. szeptember 25.) magyar előadóművész, énekes (Kex), képzőművész. Fia a Felhőjáró Írókéz néven is publikáló Baksa-Soós Attila.
1978 óta Berlinben élt, képzőművészeti alkotásait Prince January néven publikálta.

## Életpályája
1968-ban alapító tagja volt a Wastaps, majd az 1968-ben megalakuló, később legendássá vált Kex együttesnek. 1971-ben az NSZK-ba disszidált, ahol Essenben a Folkwang iskola grafika szakára járt. Ezt követően a düsseldorfi Kunstakademien festészetet, grafikát, valamint szobrászatot-kerámiát tanult. 1978-ban Mesternövendék Oklevelet kapott.
Mesterei Joseph Beuys, Gerhard Richter és Rolf Sackenheim.

## Művészeti tevékenysége

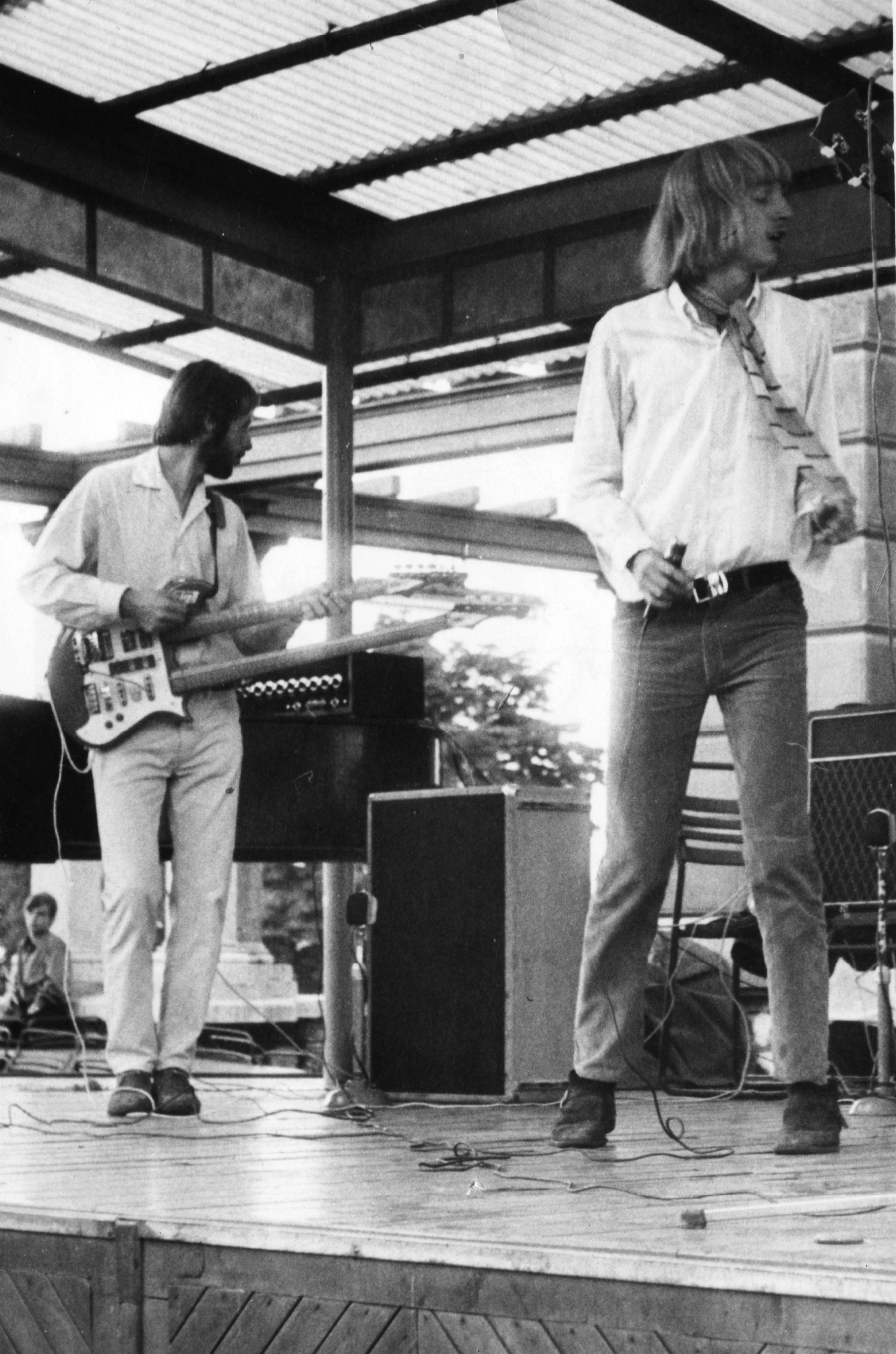
1970-es koncert a Budai Ifjúsági Parkban (Bianki Iván és Baksa-Soós János)

### Zenei
- 1968 Wastaps együttes
- 1968-1971 Kex együttes

### Képzőművészeti
Számos kiállításon mutatta be alkotásait. Ezek közül néhány:
- 1996 Dorottya Galéria, Budapest
- 2005 Planeten Galerie, Berlin
- 2007 Szent István Király Múzeum, Székesfehérvár
- 2019 Paksi Képtár, Paks

### Könyvek
- 1972–1973 Olympi (rotring/csőtoll-mesekönyv)
- 2000 Prince January: Terra Forming, KlaskyCsupo Publishing
- Január Herceg Horo Olh pioneer művész, Baksa-Soós János. Székesfehérvár, Szent István Király Múzeum, Csók István Képtár, 2007. május 18–2007. augusztus 12.; katalógusszerk. Izinger Katalin; Szt. István Király Múzeum, Székesfehérvár, 2007 (A Szent István Király Múzeum közleményei. D sorozat)

### Filmszerepei
- 1969 Szomjas György: Tündérszép leány
- 1970 Mészáros Márta: Szép lányok, ne sírjatok
- 1971 Bódy Gábor: A harmadik
- 2001 Fonyó Gergely: Cseh Tamás film

## Díjai
- A Magyar Köztársasági Érdemrend lovagkeresztje (2006)[5]
- Herczeg Klára-díj (2012)